# Palacio de Ayerbe
El palacio de Ayerbe, también conocido como palacio de los Marqueses de Urriés, es un inmueble de la localidad española de Ayerbe, en la provincia de Huesca. Ejemplo de arquitectura civil aragonesa, forma parte del frente norte de la plaza que se configuró ante él. Se relaciona familiarmente con el castillo de los Urriés en Biniés.

## Descripción
En su presentación actual está sustancialmente restaurado. Es construcción de sillares cuidadosamente cortados, en cuya fachada se buscó cierta simetría compositiva al enmarcarla entre dos grandes torreones. La entrada es bajo gran arco de dovelas con un escudo de armas y sobre él, un reloj de sol del siglo XVII.
Los vanos fueron distribuidos de forma asimétrica y son adintelados. Los de la planta principal tienen tres arquillos en el interior del hueco y una moldura dispuesta a manera de alfiz en el contorno. El piso alto está recorrido por una galería, de arquillos doblados con ventanas trigeminadas (posiblemente tuvieron, cada una de ellas, dos finas columnas que desaparecieron en época desconocida), encajada entre las dos torres.

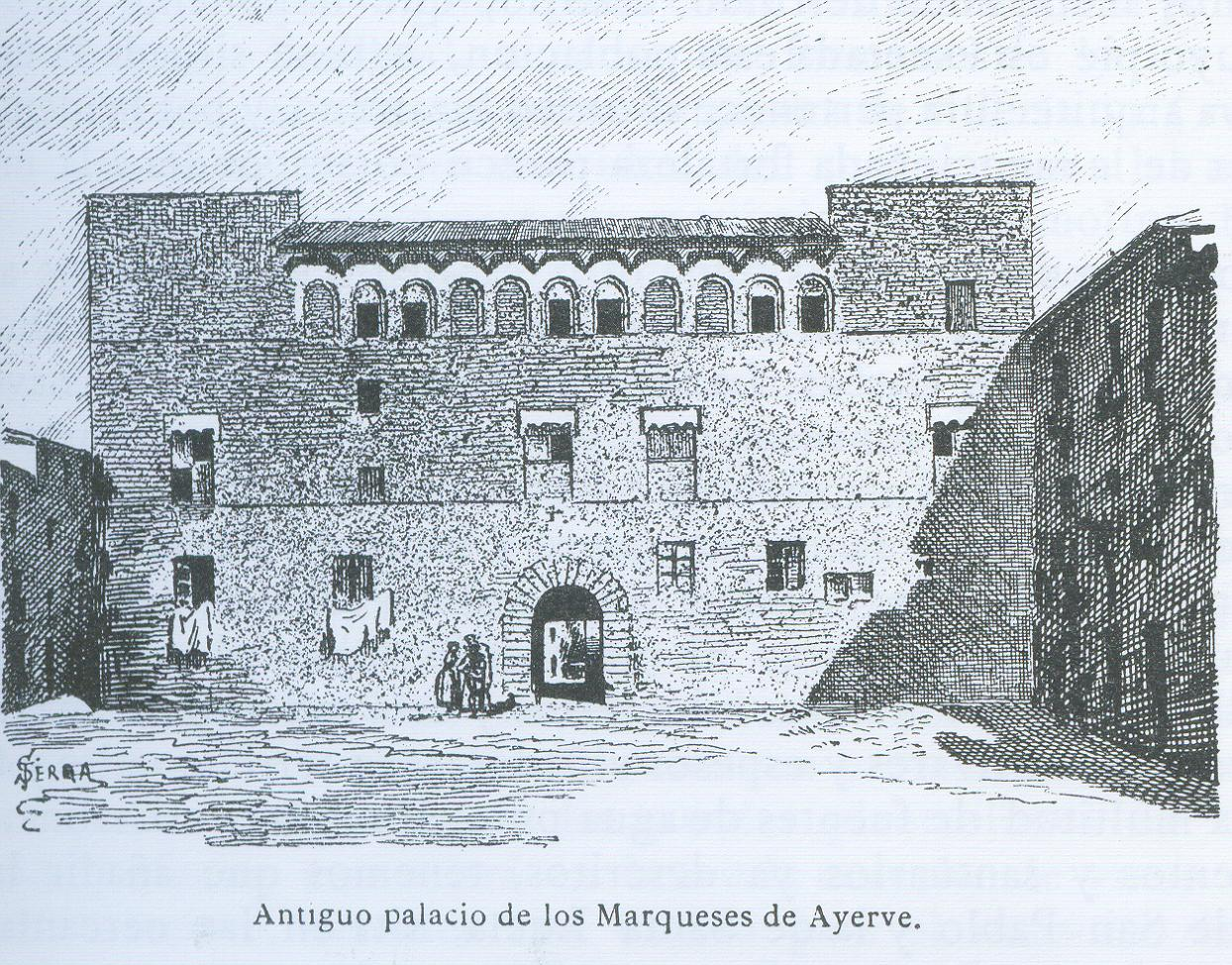
Grabado del

Por un grabado del siglo XIX y una fotografía de Santiago Ramón y Cajal, también del siglo XIX, consta que había un volado alero sobre esta galería y que las torres estaban desmochadas, cubiertas con simple tejado. En la actualidad, todo el recorrido de torres y fachada está rematado con almenas de sillería, según reconstrucción muy cercana al original. 

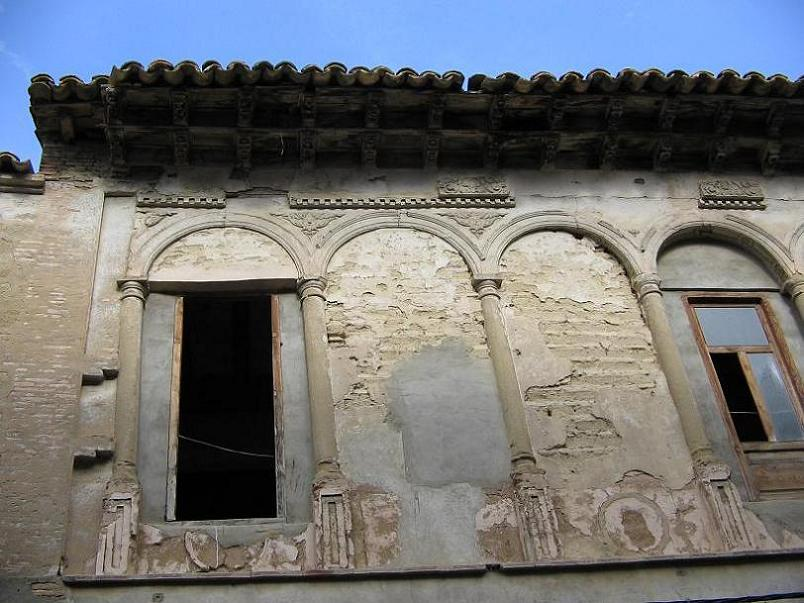
Arcos y alero

La parte original del edificio, según Lampérez, es de finales del siglo XV, con galería añadida en el siglo XVI, pero a pesar de los elementos gotizantes posiblemente la construcción es de entrado este siglo. De este siglo son también los restos de un patio interior renacentista. Son restos de dos crujías. En la parte baja de la crujía de levante, quedan empotradas en la pared dos columnas con sus capiteles que, a su vez, dada la distancia que queda hasta el cuerpo alto, es de suponer que soportaban una plataforma adintelada sobre la que apeaba la galería superior. Del cuerpo alto quedan las crujías de levante y mediodía, tabicadas y mal conservadas. Son de tramos de arco de medio punto apoyados en delgadas columnillas, que a su vez, se apoyan en pretiles con medallones (no aparecen los medallones con bustos de personajes del antepecho). Sobre la crujía de mediodía, y en posición más retrasada, queda una galería de arquillos de ladrillo, cegados en la actualidad. Conserva restos del alero que tuvo, de claros rasgos gotizantes.
Este patio interior está convertido en calle, que comunica con la plaza mediante la puerta de entrada al palacio. El interior del mismo, todavía quedan algunas salas cubiertas con artesonados renacentistas; está totalmente transformado dedicado a escuela de música con dormitorios y otras estancias necesarias para la permanencia de los músicos que se desplazan hasta Ayerbe para recibir los diferentes cursillos y talleres. La parte más señorial del Palacio, fue modificada para salón de actos. 
No obstante, su uso y utilización actual, posibilita también su mantenimiento y ulterior restauración integral.

## Historia

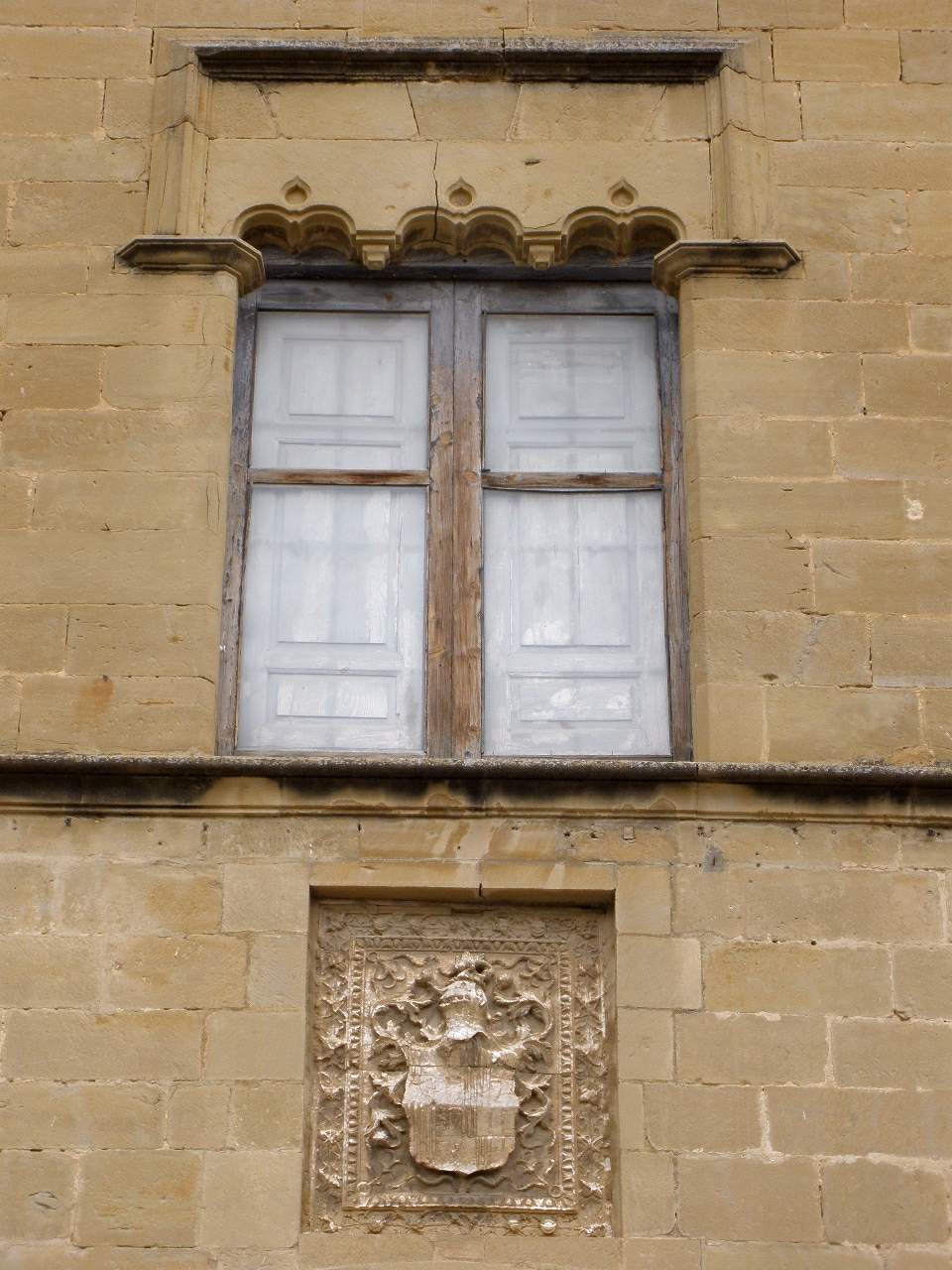
Escudo de la fachada

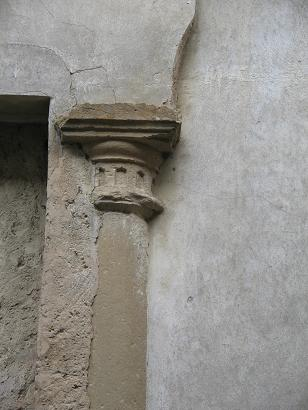
Pilastra empotrada

Fue construido en tiempos del VIII señor de la baronía de Ayerbe, Hugo de Urriés, y su esposa Greyda de Lanuza.
Durante la Guerra de la Independencia,"según expresan Gregorio García Ciprés y Emilio Ubieto Ponz (Ayerbe, 1928) parece ser que los franceses se fortificaron en él, construyendo a su alrededor un foso con la piedra de la Colegiata de San Pedro" y lo destruyeron casi en su totalidad. A principios del siglo XX es propietaria la familia Coiduras con la que fue un floreciente comercio hasta la década de los años 1970 que comienza una progresiva decadencia que ocasiona su definitivo cierre a finales de la siguiente década.
El día 3 de junio de 1931 fue declarado Monumento Histórico Artístico (Gaceta de Madrid, 4 de junio de 1931).
A principios del siglo XXI, María José y Marta Coiduras vendieron el palacio a José María Romeo y su esposa Carmen Ruiz, quien es directora de la escuela de música Allegro, situada en Madrid.
El día 3 de septiembre de 2003 la declaración originaria de Monumento Histórico Artístico fue completada, en tanto que Bien de Interés Cultural (Ley 3/1999, del Patrimonio Cultural Aragonés), por el Departamento de Educación, Cultura y Deporte de la Diputación General.
Tras casi cuatro años de acondicionamientos, en julio de 2004 abrió sus puertas como escuela privada de música con el nombre de Palacio de la Música “El Pilar”.